# Buddleja chapalana
Buddleja chapalana är en flenörtsväxtart som beskrevs av Robins.. Buddleja chapalana ingår i släktet buddlejor, och familjen flenörtsväxter. Inga underarter finns listade i Catalogue of Life.